# Birobidżan
Birobidżan (ros. Биробиджан, jid. ‏ביראָבידזשאַן‎) – miasto w azjatyckiej części Rosji, położone na Dalekim Wschodzie między rzekami Birą i Bidżanem, blisko granicy chińsko-rosyjskiej i szlaku Kolei Transsyberyjskiej. Stolica Żydowskiego Obwodu Autonomicznego.

## Gospodarka
Ośrodek przemysłu maszynowego, drzewnego, spożywczego, dziewiarskiego, obuwniczego oraz odzieżowego. Węzeł komunikacyjny. Miasto posiada Żydowski Teatr Dramatyczny oraz muzeum.

## Nazwa
Nazwa miasta pochodzi od nazw dwóch rzek, które płyną w pobliżu, są to Bira i Bidżan, dopływy Amuru.

## Historia
Początki miejscowości sięgają 1915 roku, kiedy powstała stacja kolejowa Birobidżan. Na przełomie lat 20. i 30. XX w. władze radzieckie postanowiły zasiedlić te tereny ludnością żydowską. Był to jeden z planów polityki etnicznej Józefa Stalina, którego celem było przeciwdziałanie szerzącemu się w ZSRR ruchowi syjonistycznemu. Wielu Żydów zmuszono do migracji do Birobidżanu. Prawa miejskie miasto otrzymało w 1937 roku.

## Demografia
| 1939   | 1959   | 1967   | 1970   | 1979   | 1986   | 1992   | 1998   | 2001   | 2005   |
| ------ | ------ | ------ | ------ | ------ | ------ | ------ | ------ | ------ | ------ |
| 33 000 | 40 700 | 46 000 | 55 700 | 68 600 | 80 000 | 86 700 | 82 400 | 79 300 | 76 600 |
| 2015   | 2016   | 2017   | 2018   | 2019   | 2020   | 2021   |        |        |        |
| 74 777 | 74 559 | 74 095 | 73 623 | 73 129 | 71 843 | 70 433 |        |        |        |

## Miasta partnerskie
- Beaverton
- Hegang
- Ma’alot-Tarszicha
- Niigata